# Kokologo
Kokologo – miasto w Burkinie Faso, w prowincji Boulkiemdé. Według danych szacunkowych na rok 2007 liczyło 29 385 mieszkańców.